# Вилмонт (Минесота)
Вилмонт (енгл. Wilmont) град је у америчкој савезној држави Минесота.

## Демографија
По попису из 2010. године број становника је 339, што је 7 (2,1%) становника више него 2000. године.
| Група             | 2000.       | 2010.       |
| Белци             | 330 (99,4%) | 324 (95,6%) |
| Афроамериканци    | 0 (0,0%)    | 7 (2,1%)    |
| Азијати           | 0 (0,0%)    | 2 (0,6%)    |
| Хиспаноамериканци | 0 (0,0%)    | 4 (1,2%)    |
| Укупно            | 332         | 339         |